# Carlius
Carlius is een geslacht van Phasmatodea uit de familie Phasmatidae. De wetenschappelijke naam van dit geslacht is voor het eerst geldig gepubliceerd in 1939 door Uvarov.

## Soorten
Het geslacht Carlius omvat de volgende soorten:
- Carlius fecundus (Carl, 1915)
- Carlius longipes (Carl, 1915)